# 두루미자리 타우1 b
두루미자리 타우1 b 또는 HD 216435 b, HR 8700 b는 두루미자리 방향으로 지구로부터 약 109광년 떨어진 곳에 있는 외계 행성이다. 2002년 9월 17일 오스트레일리아 존스 연구진이 발견하였다. 항성으로부터의 평균 거리는 2.7 천문단위로, 공전 궤도 대부분이 항성계의 생명체 거주가능 영역 내를 지나가고 있다(다만 원일점 부분에서는 생명체 거주가능 영역의 바깥으로 나간다). 질량은 목성의 1.25배 이상이다.

## 같이 보기
- 게자리 55
- 인디언자리 로 b

## 참고 문헌
- (영어) Jones;  외. (2003). “An exoplanet in orbit around τ1 Gruis”. 《Monthly Notices of the Royal Astronomical Society》 341 (3): 948–952. doi:10.1046/j.1365-8711.2003.06481.x. 2011년 8월 13일에 원본 문서에서 보존된 문서. 2009년 6월 21일에 확인함. (웹 인쇄본)